# Paramus Indoor 1974
Il Paramus Indoor 1974  è stato un torneo di tennis giocato su campi in sintetico indoor. È stata la 2ª edizione del torneo, che fa parte del Commercial Union Assurance Grand Prix 1974. Si è giocato a Paramus negli Stati Uniti, dal 25 febbraio al 4 marzo 1974. Jimmy Connors non ha partecipato a causa della malattia della madre.

## Campioni

### Singolare
Sandy Mayer ha battuto in finale  Jürgen Fassbender con il punteggio di 6–1 6–3

### Doppio
- Doppio non disputato